# Aeroportul Kudat
Aeroportul Kudat (IATA: KUD, ICAO: WBKT) este un aeroport din Malaysia ce deservește zona Kudat⁠(d). A fost numit după zona deservită.
Situat la o altitudine de 3 m, aeroportul dispune de o singură pistă. Este operat de Malaysia Airports⁠(d).